# Jan Maurycy Kamiński
Jan Maurycy Kamiński (ur. 1844 w Warszawie, zm. 30 października 1907 w Grodzisku) – polski prawnik, literat, powstaniec styczniowy.

## Życiorys
Urodził się w Warszawie w 1844 w rodzinie Jana i Małgorzaty z Szymańskich. Ukończył Seminarium dla Nauczycieli Szkół Elementarnych w Radzyminie. W latach 1861-63 pracował jako nauczyciel ludowy w Gołębiu pod Puławami. Po wybuchu powstania styczniowego walczył w oddziale "Puławczyków", ranny w potyczce pod Kazimierzem nad Wisłą, trafił do więzienia w Lublinie.
Po zwolnieniu z więzienia pracował w Szpitalu Dzieciątka Jezus oraz studiował w Szkole Głównej w Warszawie, w 1869 otrzymał stopień magistra praw i administracji.

W 1876 rozpoczął praktykę adwokacką specjalizując się w sprawach kryminalnych. Był znanym i cenionym adwokatem. W 1894 był jednym z prawników, którzy brali udział w obronie poszkodowanych w "rzezi kroskiej". 

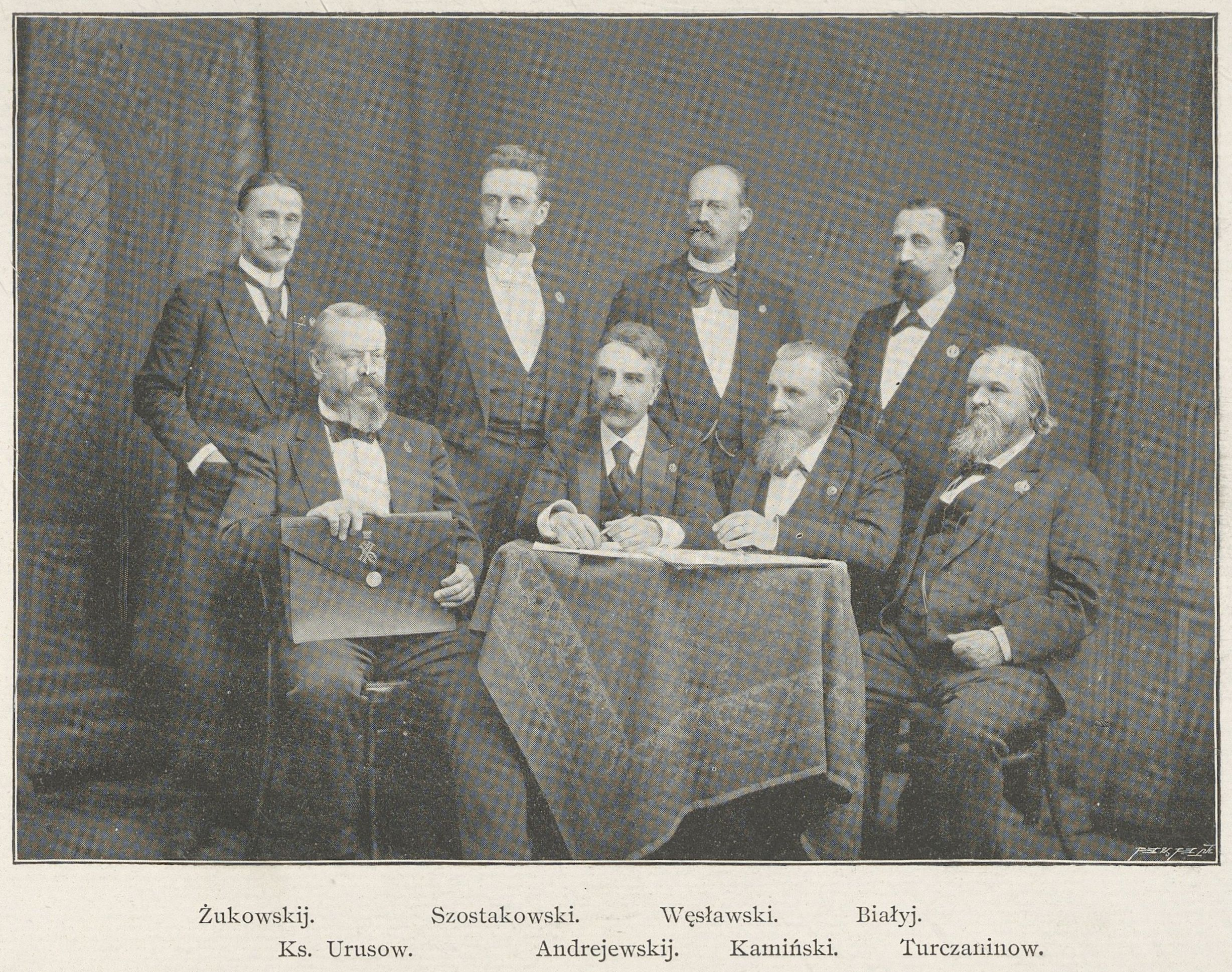
Obrońcy poszkodowanych w rzezi kroskiej

W 1884 stracił majątek próbując założyć w Warszawie ogród zoologiczny. Był jednym z inicjatorów powstania w 1888 Muzeum Etnograficznego w Warszawie. Od 1890 współpracował przy redakcji Wielkiej Encyklopedii Ilustrowanej. Pod koniec życia cierpiał na chorobę umysłową i był pod opieką swojej żony Marii ze Szlezyngierów. 
Zmarł 30 października 1907 w Grodzisku.

## Twórczość
- rozprawa O sposobach uczenia czytać w szczególności o metodzie doraźnego czytani - Warszawa 1868,
- Dodatek do Ustnego uczenia geografii - Warszawa 1869,
- Nauka czytania - Warszawa 1874.

Należał do młodych propagatorów pozytywizmu. W swoich artykułach w prasie przybliżał idee oświaty wśród ludu. Był współredaktorem "Opiekuna Domowego" i założył Tygodnik Powszechny. W latach 1874–1880 kierował tygodnikiem satyrycznym "Kolce". Pisywał również do czasopism: "Niwa" i "Przegląd Tygodniowy".